# Willem V van Aquitanië
Willem V van Aquitanië (969 - Maillezais, 31 januari 1030), bijgenaamd de Grote, was hertog van Aquitanië, als graaf van Poitou was hij Willem III. Willem was zoon van Willem IV van Aquitanië en van Emma van Blois.

## Hertog
Willem werd opgevoed door zijn moeder, na de scheiding van zijn ouders. In 988 keerde hij terug naar Poitou en deed in 992 een schenking aan de abdij van Saint-Maixent. Toen zijn vader afstand deed in 993, werd Willem hertog van Aquitanië, graaf van Poitou en lekenabt van de abdij van Saint-Hilaire te Poitiers.
Willem had gestudeerd en was een vrome vorst, die een vredelievend bestuur voerde en ernaar streefde conflicten diplomatiek of juridisch op te lossen. Hij had een goede verstandhouding met keizer Hendrik II en wisselde geschenken met hem uit. 

### Nederlagen
Militair was hij echter niet succesvol. Hij moest een beroep doen op Robert II van Frankrijk om zijn vazal Boso II, graaf van La Marche, te bedwingen en dat mislukte ook nog. Hij werd verslagen door Fulco III van Anjou, en moest daardoor Loudun en Mirebeau opgeven. Ook de Vikingen versloegen hem in 1006. Ten slotte gaf hij Confolens, Ruffec en Chabanais af aan zijn vazal Willem III van Angoulême.

### Bijna keizer
Toen na het overlijden van keizer Hendrik II de Heilige Italiaanse edelen in 1024-1025 onder leiding van Manfred II Olderik van Turijn in Frankrijk een koning zochten, kozen zij Hugo, de zoon van koning Robert. Maar door het verzet van Robert kon dit niet doorgaan en toen boden ze Willem de keizerskroon van het Heilige Roomse Rijk der Duitse Natie aan. Willem trok naar Italië om het eervolle voorstel te bespreken, maar weigerde voor hem en zijn zoon vanwege de ondoorzichtigheid van de Italiaanse politieke situatie, de eindeloze intriges en het onbedwingbare geharrewar van de rijke Noord-Italiaanse steden. Dit roerige gebied maakte deel uit van het Heilige Roomse Rijk der Duitse Natie. De heerschappij over een politiek wespennest als het Duitse rijk kon hem niet bekoren. Er zijn zes brieven van Willem over dit onderwerp bewaard gebleven. Keizer Koenraad II volgde toen keizer Hendrik II op.
Willems dochter Agnes van Poitou (1024-1077) werd na zijn dood in 1030 opgenomen in de hofhouding van haar oom, de graaf van Bourgondië. Toen ze in diens gevolg in Besançon verbleef trok ze de aandacht van de in Oosterbeek bij Arnhem geboren Duitse keizer Hendrik III (1017-1056). Ze trouwden in 1043 in Ingelheim. Na Hendriks dood in 1056 was Agnes regentes van het Heilige Roomse Rijk voor haar zoon, de latere keizer Hendrik IV. Tijdens haar regering spanden haar halfbroers, de toekomstige hertogen Willem VI en Willem VII zich in om het hertogdom Aquitanië z'n oude, oorspronkelijke grenzen terug te geven, ofwel uit te breiden met het hertogdom Gascogne.

### Cultuur
Willem ondersteunde de invoering van de Godsvrede. Hij voerde een actieve correspondentie met grote kerkleiders, wetenschappers en machthebbers. Willem stichtte een kathedraalschool in Poitiers, verzamelde manuscripten en stichtte een bibliotheek. Hij herbouwde de kathedraal van Poitiers. Willems hof in Poitiers werd in West-Europa diep gerespecteerd om de hoffelijke omgangsvormen die er golden. Het hof werd een leerschool waar grote heren hun zonen naar toe stuurden om er 'hoffelijk' en 'ridderlijk' gedrag te leren.
Willem stichtte de abdijen van Maillezais (1010) en Borgeuil. Ieder jaar maakte hij een pelgrimsreis naar Rome (Italië) of Compostela (Spanje). In 1029 trad Willem af en werd monnik in het klooster van Maillezais.

### Huwelijken
Willem was drie maal getrouwd:
1. ca. 997 Adalmode van Limoges, dochter van Géraud, burggraaf van Auvergne, weduwe van Audebert I graaf van La Marche en Périgord.
  1. Willem VI (1004-1038)
  2. Adelheid (ovl. na 1033)
2. 1011, voor 10 maart, Brisca (Sancha) van Gascogne, dochter van Sancho Willem, hertog van Gascogne.
  1. Otto (1012-1039)
  2. Theobald, jong overleden
3. 1019 Agnes van Mâcon, dochter van Otto Willem van Bourgondië
  1. Pieter, die als hertog de naam Willem VII koos
  2. Guy, die als hertog de naam Willem VIII koos
  3. Agnes van Poitou
  4. Beatrix (ovl. 1109), die huwde met graaf Raymond I van Melgeuil.

## Voorouders
| Voorouders van Willem V van Aquitanië | Voorouders van Willem V van Aquitanië                                  | Voorouders van Willem V van Aquitanië                                  | Voorouders van Willem V van Aquitanië                                  | Voorouders van Willem V van Aquitanië                                  | Voorouders van Willem V van Aquitanië                              | Voorouders van Willem V van Aquitanië                              | Voorouders van Willem V van Aquitanië                                   | Voorouders van Willem V van Aquitanië                                   |
| ------------------------------------- | ---------------------------------------------------------------------- | ---------------------------------------------------------------------- | ---------------------------------------------------------------------- | ---------------------------------------------------------------------- | ------------------------------------------------------------------ | ------------------------------------------------------------------ | ----------------------------------------------------------------------- | ----------------------------------------------------------------------- |
| Overgrootouders                       | Ebalus (873-935) ∞ Emiliana (-ca. 934)                                 | Ebalus (873-935) ∞ Emiliana (-ca. 934)                                 | Rollo (860-932) ∞ Poppa (ca. 870-na 919)                               | Rollo (860-932) ∞ Poppa (ca. 870-na 919)                               | Theobald de Oude (880-943) ∞ ? (-)                                 | Theobald de Oude (880-943) ∞ ? (-)                                 | Herbert II van Vermandois (884-943) ∞ Adelheid van Bourgondië (890-943) | Herbert II van Vermandois (884-943) ∞ Adelheid van Bourgondië (890-943) |
| Grootouders                           | Willem III van Aquitanië (910-963) ∞ Gerloc van Normandië (917-na 969) | Willem III van Aquitanië (910-963) ∞ Gerloc van Normandië (917-na 969) | Willem III van Aquitanië (910-963) ∞ Gerloc van Normandië (917-na 969) | Willem III van Aquitanië (910-963) ∞ Gerloc van Normandië (917-na 969) | Theobald I van Blois (905-978) ∞ Liutgard van Vermandois (914-978) | Theobald I van Blois (905-978) ∞ Liutgard van Vermandois (914-978) | Theobald I van Blois (905-978) ∞ Liutgard van Vermandois (914-978)      | Theobald I van Blois (905-978) ∞ Liutgard van Vermandois (914-978)      |
| Ouders                                | Willem IV van Aquitanië (937-995) ∞ Emma van Blois (950-1003)          | Willem IV van Aquitanië (937-995) ∞ Emma van Blois (950-1003)          | Willem IV van Aquitanië (937-995) ∞ Emma van Blois (950-1003)          | Willem IV van Aquitanië (937-995) ∞ Emma van Blois (950-1003)          | Willem IV van Aquitanië (937-995) ∞ Emma van Blois (950-1003)      | Willem IV van Aquitanië (937-995) ∞ Emma van Blois (950-1003)      | Willem IV van Aquitanië (937-995) ∞ Emma van Blois (950-1003)           | Willem IV van Aquitanië (937-995) ∞ Emma van Blois (950-1003)           |
| Willem V van Aquitanië (969-1030)     |                                                                        |                                                                        |                                                                        |                                                                        |                                                                    |                                                                    |                                                                         |                                                                         |